# Tonyrefail
Tonyrefail est un village du county borough de Rhondda Cynon Taf au pays de Galles.

## Personnalités liées
Le joueur de rugby à XV Matthew Rees est né à Tonyrefail.